# Robert Manzon
Robert Jean Joseph Manzon (Marsella, 12 de abril de 1917-Cassis, 19 de enero de 2015), más conocido como Robert Manzon, fue un piloto de automovilismo francés.

## Biografía
Manzon participó en 29 Grandes Premios de Fórmula 1, clasificándose en 28 de ellos y debutando el 21 de mayo de 1950, en concreto fue en el Gran Premio de Mónaco. Tuvo su mejor temporada en 1952, cuando resultó ser 6º en el campeonato con 9 puntos. En su carrera, alcanzó dos podios, logrados en el Gran Premio de Bélgica de 1952 y en el Gran Premio de Francia de 1954, ambas ediciones, resultó ser 3º. Consiguió un total de 16 puntos en toda su trayectoria. En carreras fuera del campeonato, ganó el Gran Premio de Nápoles de 1956. 
Robert participó en carreras de resistencia, incluyendo las 24 horas de Le Mans y obteniendo una victoria notable en el Gran Premio de Pescara de 1956, este último evento no acogió como carrera puntuable. 

## Fallecimiento
Pocos años antes de fallecer, en 2012 se había convertido en el piloto vivo más longevo de la Fórmula 1, un título que lo mantuvo hasta 2015, cuando falleció de causas naturales a la edad de 97 años. 
Manzon fue el último representante vivo, de todos los corredores que participaron en la primera temporada de Fórmula 1.

## Resultados

### Fórmula 1
(Clave) (negrita indica pole position) (cursiva indica vuelta rápida)

| Año  | Escudería            | 1       | 2       | 3     | 4       | 5       | 6       | 7       | 8       | 9       | Pos. | Puntos |
| ---- | -------------------- | ------- | ------- | ----- | ------- | ------- | ------- | ------- | ------- | ------- | ---- | ------ |
| 1950 | Equipe Simca Gordini | GBR     | MON Ret | 500   | SUI     | BEL     | FRA 4   | ITA Ret |         |         | 14.º | 3      |
| 1951 | Equipe Simca Gordini | SUI     | 500     | BEL   | FRA Ret | GBR     | GER 7   | ITA Ret | ESP 9   |         | NC   | 0      |
| 1952 | Equipe Gordini       | SUI Ret | 500     | BEL 3 | FRA 4   | GBR Ret | GER Ret | NED 5   | ITA 14  |         | 6.º  | 9      |
| 1953 | Equipe Gordini       | ARG Ret | 500     | NED   | BEL     | FRA     | GBR     | GER     | SUI     | ITA     | NC   | 0      |
| 1954 | Equipe Rosier        | ARG     | 500     | BEL   | FRA 3   | GBR Ret | GER 9   |         | ITA Ret | ESP Ret | 15.º | 4      |
| 1954 | Scuderia Ferrari     |         |         |       |         |         |         | SUI DNS |         |         | 15.º | 4      |
| 1955 | Equipe Gordini       | ARG     | MON Ret | 500   | BEL     | NED Ret | GBR Ret | ITA     |         |         | NC   | 0      |
| 1956 | Equipe Gordini       | ARG     | MON Ret | 500   | BEL     | FRA 9   | GBR 9   | GER Ret | ITA Ret |         | NC   | 0      |